# Ferdinand le taureau
Pour plus de détails, voir Fiche technique et Distribution.
Ferdinand le taureau (Ferdinand the Bull) est un court métrage d'animation américain réalisé par Walt Disney Productions, sorti le 25 novembre 1938.
Le scénario se base sur le livre L'Histoire de Ferdinand (1936) de Munro Leaf publié aux Editions Michel Lafon (2017) et illustrée par Robert Lawson,. Blue Sky Studios sort en 2017 une nouvelle adaptation : Ferdinand.

## Synopsis
Le petit Ferdinand aime sentir les fleurs et se laisser vivre. Les années passent et il atteint l'âge de trois ans : il est devenu un taureau adulte, très grand. Contrairement à ses congénères, il n'est en rien intéressé par la corrida et préfère sentir les fleurs. Cependant, un jour que passent des sélectionneurs de taureau pour la corrida, il se fait piquer par une abeille et se met à courir en tous sens avec une grande énergie. Impressionnés par cette réaction, les sélectionneurs décident de le recruter pour une corrida…

## Fiche technique
- Titre original : Ferdinand the Bull
- Réalisation : Dick Rickard assisté de Ford Beebe[2]
- Supervision du scénario : George Stallings
- Animation[2] : Bernard Garbutt, Milt Kahl, Hamilton Luske, Bob Stokes, John Bradbury, Stan Quackenbush, Jack Campbell, Ward Kimball, Don Lusk.
- Layout : Ken Anderson, Thor Putnam
- Générique : Gordon Legg
- Production : Walt Disney
- Distribution : Buena Vista Pictures et RKO Radio Pictures
- Format d'image : Couleur (Technicolor[3])
- Son : Mono (RCA Sound System[3])
- Musique : Albert Hay Malotte
- Durée[2] : 7 min 49 s
- Langue : anglais
- Pays :  États-Unis
- Dates de sortie[3],[1] : 25 novembre 1938
- Autres dates[2] :
  - Dépôt de copyright : 5 octobre 1938
  - Annoncée : 25 novembre 1938
  - Première à New York : 24 novembre au 7 décembre 1938 au Radio City Music Hall en première partie de Madame et son cowboy de H. C. Potter
  - Première à Los Angeles : 4 au 10 janvier 1939 au Grauman's Chinese Theatre et Loew's State en première partie de Kentucky Moonshine de David Butler

## Distribution

### Voix originales
- Milt Kahl : Ferdinand
- Don Wilson  : le narrateur

### Voix françaises

#### 1erdoublage
- René-Marc : le narrateur

#### 2edoublage
- Michel Beaune : le narrateur
- Maïk Darah : Ferdinand jeune

## Distinction
- Oscars1938 : meilleur court-métrage d'animation

## Commentaires
À l'origine, le film est prévu pour être une Silly Symphony mais, au moment de sa sortie, il devient un court métrage « spécial ». Il est souvent considéré comme la première Silly Symphony non officielle mais cela peut aussi être le cas pour The Hot Chocolate Soldiers, qui est un court métrage intégré dans le long métrage Hollywood Party (1934).
Le film est basé sur L'Histoire de Ferdinand, un album pour enfants écrit par Munro Leaf et illustré par Robert Lawson, sorti à l'automne 1936, dont Walt Disney achète les droits cinématographiques en octobre 1937. Il lance rapidement la production de ce court métrage et la sortie du film coïncide avec l'attribution d'un prix littéraire au livre à l'automne 1938.
La parade des picadors et des banderilleros est constituée de caricatures des animateurs de Disney, avec Walt Disney dans le rôle du matador et Ward Kimball, qui anime la scène, dans celui du laquais tenant l'épée.
Des portions de l'animation de ce film ont été réutilisées dans au moins trois films de Disney :
- Stop That Tank (1942), un court métrage militaire dans lequel le matador est devenu Adolf Hitler
- Coquin de printemps (1947), un long métrage
- Dingo toréador (1953), un court métrage de Dingo

En raison de sa récompense aux Oscars, ce court métrage est diffusé dans la seconde version de la compilation Les Chefs-d'œuvre de Walt Disney (Academy Award Review of Walt Disney Cartoons) sortie en 1966.